# Hopsa
Hopsa (interjection allemande) est une opérette de Paul Burkhard sur un livret de Paul Baudisch, Armin L. Robinson et Robert Gilbert.

## Synopsis
L'opérette se passe dans une ville américaine fictive Wiggletown et à New York.
Première partie
L'orpheline Mary Miller est connue de tous sous le surnom de "Hopsa". Bien que la jeune fille timide est secrètement amoureuse de son professeur Bill Carter, elle déteste l'école et aspire à créer une famille avec beaucoup d'enfants et une vie à la campagne. Tous ses autres vœux, elle les confie à son amie Gloria Perkins, la fille du maire. Cette dernière n'aime pas non plus l'école, elle veut faire carrière dans le théâtre et conquérir le public. Elle vient de se fiancer à Bill Carter et veut l'épouser. Le jeune professeur demande au maire de la main de sa fille. Mais il le fait dans un moment inopportun si bien que le maire le repousse.
L'ambitieuse Gloria persuade son fiancé à fuir avec elle à New York. Son père croit à un enlèvement et change d'avis sur le mariage. Bill Carter découvre la fugue et engage un détective privé nommé Ellery King pour la retrouver et la suivre. Lorsque Hopsa apprend que Bill et Gloria ont disparu à New York, elle part vers la Grosse Pomme.
Dans un entretien avec le détective, le maire découvre le projet de Bill Carter. Un riche parent éloigné a fait de l'enseignant son héritier, mais il n'aura l'héritage que s'il est abstinent à l'alcool. Le maire change rapidement d'opinion à propos de l'enseignant ; car un fils riche serait bien pour sa fille. Il se décide à aller le voir dans la grande ville. Ellery King veut bien faire son travail et accompagne le maire.
Tous ces gens qui ont quitté Wiggletown se retrouvent par hasard au Roxytheater de New York. La nouvelle revue répète et il reste des rôles à pourvoir, dont celui de l'héroïne principale. Gloria Perkins se rend compte que le chemin est plus dur qu'elle ne l'espérait, mais elle obtient tout de même un rôle. La chance sourit aussi à Hopsa. Le metteur en scène J. G. B. Brown l'entend chanter une chanson populaire et tombe amoureux d'elle. Il pense avoir trouvé son héroïne et l'engage aux dépens de son amie.
Seconde partie
À mesure que le talent de Hopsa se révèle, Brown fait tout pour être avec elle après les répétitions.
Dans un bar, Bill Carter et Ellery King se rencontrent. L'enseignant croit que son beau-père a convaincu le détective qu'il a enlevé sa fille. Lorsque le détective lui offre à boire, King refuse. Il prouve son abstinence et qu'il est digne d'être l'héritier.
Lors de la première, Bill Carter rencontre le metteur en scène et modère les talents de celle qui tient le rôle principal. Brown est vexé. Furieux, il demande au jeune homme de ne pas être auprès de Hopsa. Mais avant de retourner à Wiggletown, il écrit une lettre d'adieu à Hopsa.
Hopsa découvre peu après d'entrer sur scène la lettre d'adieu de Bill. Elle comprend qu'il n'aime plus Gloria mais elle. Elle quitte le théâtre et part chercher Bill. Quand elle entre dans sa chambre d'hôtel, elle voit Perkins et Ellery King ainsi que Bill qui dort sur le canapé. En sortant du théâtre, il s'est gravement blessé. Hopsa croit qu'il est perdu. Elle retourne vite au théâtre et joue. Mais la représentation a commencé avec Gloria qui la remplace, parce qu'elle a répété son rôle en catimini. Elle prouve au metteur en scène qu'elle a autant de talent. Le spectacle obtient un grand succès. Une nouvelle star est née.
Hopsa repart avec Bill à Wiggletown. Grâce à son héritage, elle peut accomplir son rêve d'enfance : ils achètent une ferme et ont un enfant.

## Source, notes et références
- (de) Cet article est partiellement ou en totalité issu de l’article de Wikipédia en allemand intitulé « Hopsa » (voir la liste des auteurs).